# Þorlákur Þórhallsson

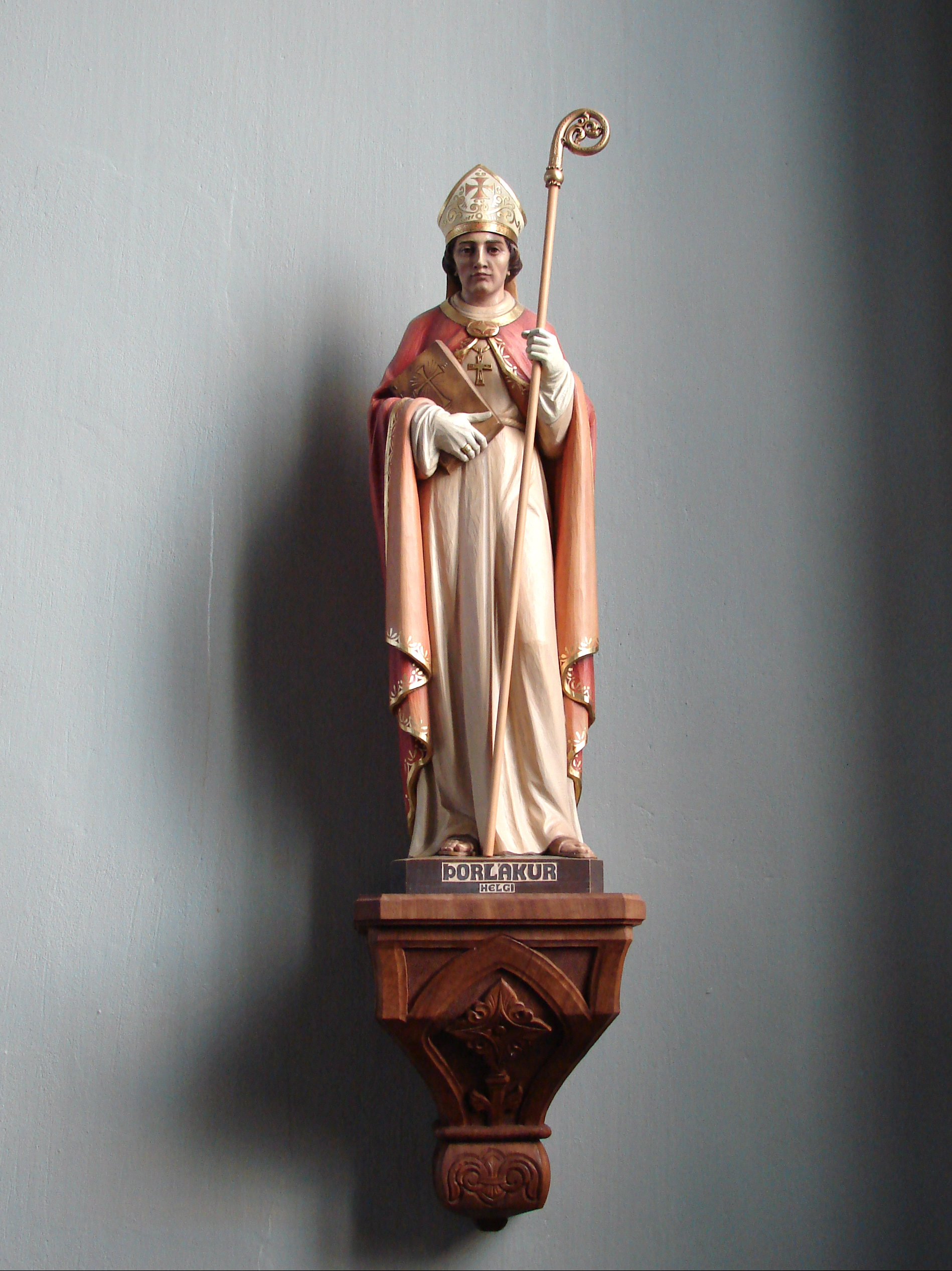
Þorlákur Þórhallsson

Þorlákur Þórhallsson (IJsland, 1133 - Skálholt, 23 december 1193), ook bekend als Thorlak, is de nationale beschermheilige van IJsland.

## Jeugd
Þorlákur Þórhallsson werd in het jaar 1133 in het zuiden van IJsland geboren in een arm gezin. Zijn ouders kregen behalve Þorlákur nog twee dochters. Toen Þorlákur nog een kind was verloren zijn ouders de boerderij en viel het gezin uiteen. Reeds op vijftienjarige leeftijd werd de jongen diaken en voor zijn twintigste verjaardag werd hij tot priester gewijd. Hij werd aangesteld over een parochie waar hij verantwoordingsvol zijn plicht volbracht. Hij was zuinig en kon zo geld opzijleggen voor zijn studies. Na zijn priesterwijding besloot hij in het buitenland te gaan studeren. Hij verbleef zes jaar in Parijs. Daarna studeerde hij in Lincoln in Engeland. Na terugkeer in IJsland werd Þorlákur prior van de koorheren van het pas gestichte klooster in Thykkvibaer. Hier zorgde hij voor zijn moeder en zusters. Na zes jaar werd hij door de monniken tot prior gekozen en in 1172 ook tot abt

## Bisschop
In 1178 werd hij aangesteld tot bisschop van Skálholt en in die hoedanigheid stichtte hij het eerste vrouwenklooster van IJsland, ook in Thykkvibaer, waar hij tevens abt werd. Hij richtte het klooster in volgens de regels van de heilige Augustinus. Þorlákur werkte hard aan orde en kerkelijke tucht in het gehele land. Vooral het kerkelijk huwelijk kreeg een belangrijke plaats en hij bestreed het huwelijk van priesters. Hij genoot aanzien bij de gehele bevolking. Op 23 december 1193, vijftien jaar na zijn bisschopswijding stierf Þorlákur op zestigjarige leeftijd. Þorlákur werd onmiddellijk na zijn dood al vereerd als heilige en in 1198 door de lokale bisschop verheven tot de eer van het altaar. Paus Johannes Paulus II riep Þorlákur op 14 januari 1984 tot nationale beschermheilige van IJsland uit en is medepatroon van het bisdom Reykjavik. De gedachtenis van Þorlákur is steeds op 23 december, het translatiefeest op 20 juli.
- Bibsys: 98045350
- Bibliothèque nationale de France: cb15095784q (data)
- Gemeinsame Normdatei: 119465175
- International Standard Name Identifier: 0000 0000 5537 4924
- Library of Congress Control Number: n95103587
- MusicBrainz: 176ba712-1036-4421-91aa-42fadcb34d29
- Virtual International Authority File: 23852145
- WorldCat: E39PBJdcywvTjtc7XH8PMxQH4q